# Stazione di Penne
La stazione di Penne è stata una stazione ferroviaria posta lungo la ex linea ferroviaria a scartamento ridotto Pescara-Penne chiusa il 20 giugno 1963, a servizio del comune di Penne.

## Storia
La stazione venne inaugurata il 22 settembre 1929 insieme all'intera linea, continuò il suo esercizio fino il 20 giugno 1963. Successivamente la stazione venne adibita ad altri usi.
Il piazzale circostante è sede del deposito TUA.